# Russell Collins
Pour les articles homonymes, voir Collins.
Russell Collins est un acteur américain, de son nom complet Russell Henry Collins, né le 11 octobre 1897 à Indianapolis (Indiana), mort d'une crise cardiaque le 14 novembre 1965 à West Hollywood (Californie).

## Biographie
Très actif au théâtre, Russell Collins joue à Broadway (New York) de 1932 à 1963, principalement dans des pièces, dont plusieurs au cours des années 1930 où il a comme partenaires Luther Adler, Elia Kazan et Ruth Nelson, entre autres.
Plus tard, il apparaît aussi dans deux comédies musicales, dont Carousel, sur une musique de Richard Rogers et mise en scène par Rouben Mamoulian, représentée 890 fois d'avril 1945 à mai 1947. Mentionnons aussi Macbeth de William Shakespeare en 1948, avec Michael Redgrave et Flora Robson, ainsi que Sabrina Fair (en) de Samuel A. Taylor en 1953-1954, mise en scène par H. C. Potter, aux côtés de Margaret Sullavan et Joseph Cotten, où il interprète Fairchild, rôle repris par John Williams dans l'adaptation au cinéma de 1954.
Au cinéma, Russell Collins contribue à seulement vingt films américains, le premier (un court métrage de Ralph Steiner, où il retrouve Elia Kazan acteur) en 1935, les suivants disséminés de 1943 à 1965, année de sa mort. Citons Niagara d'Henry Hathaway (1953, avec Marilyn Monroe et Joseph Cotten), Un homme est passé de John Sturges (1955, avec Spencer Tracy et Robert Ryan), L'Arbre de vie d'Edward Dmytryk (1957, avec Montgomery Clift et Elizabeth Taylor), Le Petit Arpent du bon Dieu d'Anthony Mann (1958, avec Robert Ryan et Aldo Ray), ou encore Point limite de Sidney Lumet (1964, avec Dan O'Herlihy et Walter Matthau).
De plus, il tourne dans la version anglaise alternative du film français Nous irons à Monte-Carlo de Jean Boyer (1952, avec Philippe Lemaire et Audrey Hepburn). Et il collabore à une version sonore (coproduction américano-soviétique) remaniée, sortie en 1943, du film muet Le Cuirassé Potemkine (1925) de Sergueï Eisenstein.
À la télévision, de 1948 à 1966 (ultime prestation diffusée l'année suivant son décès), Russell Collins apparaît dans deux téléfilms et soixante-cinq séries, dont Alfred Hitchcock présente (neuf épisodes, 1956-1961), Les Incorruptibles (deux épisodes, 1961-1962) et La Quatrième Dimension (un épisode, 1962).

## Théâtre à Broadway (intégrale)
(pièces, sauf mention contraire)
- 1932-1933 : Success Story de John Howard Lawson, mise en scène de Lee Strasberg, avec Luther et Stella Adler, Ruth Nelson, Franchot Tone
- 1933 : Big Night de Dawn Powell, avec Stella Adler, J. Edward Bromberg, Ruth Nelson, Clifford Odets
- 1933 : Both Your Houses de Maxwell Anderson, avec J. Edward Bromberg, Morris Carnovsky, Jerome Cowan, Mary Philips, Oscar Polk, Joseph Sweeney
- 1933-1934 : Men in White de Sidney S. Kingsley, mise en scène de Lee Strasberg, avec Luther Adler, Alan Baxter, J. Edward Bromberg, Morris Carnovsky, Elia Kazan, Ruth Nelson, Clifford Odets
- 1934 : Gentlewoman de John Howard Lawson, mise en scène de Lee Strasberg, avec Stella Adler, Morris Carnovsky, Lloyd Nolan
- 1934 : Gold Eagle Guy de Melvin Levy, mise en scène de Lee Strasberg, avec Luther et Stella Adler, Alan Baxter, J. Edward Bromberg, Morris Carnovsky, Elia Kazan, Ruth Nelson, Clifford Odets
- 1935 : Panic d'Archibald MacLeish, avec Abner Biberman, Lee J. Cobb, Elia Kazan, Ruth Nelson
- 1935 : Till the Day I die de Clifford Odets, avec Abner Biberman, Lee J. Cobb, Elia Kazan, Ruth Nelson
- 1935-1936 : Paradise Lost de Clifford Odets, avec Luther et Stella Adler, Morris Carnovsky, Elia Kazan, Vincent Sherman
- 1936-1937 : Johnny Johnson, pièce avec chants de Paul Green, musique de Kurt Weill, lyrics de Paul Green, mise en scène de Lee Strasberg, avec Luther Adler, Morris Carnovsky, Lee J. Cobb, Albert Dekker, Elia Kazan, Ruth Nelson, Joseph Pevney
- 1937-1938 : The Star-Wagon de Maxwell Anderson, avec Lillian Gish, Burgess Meredith, Howard Freeman, Mildred Natwick, Edmond O'Brien, Kent Smith
- 1938 : Missouri Legend d'E. B. Ginty, avec José Ferrer, Dorothy Gish, Dean Jagger, Mildred Natwick, James Craig, Dan Duryea, Karl Malden, Joseph Sweeney
- 1938-1939 : Here come the Clowns de Philip Barry, avec Madge Evans
- 1939 : The Happiest Days de Charlotte Armstrong, mise en scène de Marc Connelly
- 1939-1940 : Morning's at Seven de Paul Osborn, mise en scène de Joshua Logan, avec Jean Adair, John Alexander, Thomas Chalmers, Dorothy Gish, Enid Markey
- 1940 : Heavenly Express d'Albert Bein, avec Harry Carey, John Garfield, Burl Ives, Jack Lambert, Aline MacMahon
- 1941-1942 : In Time to come d'Howard Koch et John Huston, avec Harold Young
- 1942 : Lune noire (The Moon is down), adaptation du roman éponyme de John Steinbeck, mise en scène de Chester Erskine, avec Lyle Bettger, Otto Kruger, Ralph Morgan, Joseph Sweeney
- 1942 : Mr. Sycamore de Ketti Frings (en), avec Stuart Erwin, Lillian Gish, Enid Markey
- 1943 : The First Million d'Irving Ellman, avec Wendell Corey
- 1944 : War President de Nat Sherman, avec Morton DaCosta, Alexander Scourby
- 1945-1947 : Carousel, comédie musicale, musique de Richard Rogers, lyrics et livret d'Oscar Hammerstein II, d'après l'adaptation de la pièce Liliom de Ferenc Molnár, mise en scène de Rouben Mamoulian, chorégraphie d'Agnes de Mille
- 1946 : He who gets slapped de Leonid Andreïev, adaptation de Judith Guthrie, mise en scène de Tyrone Guthrie, avec John Abbott, Stella Adler, Dennis King, Reinhold Schünzel
- 1946-1947 : The Iceman Cometh d'Eugene O'Neill, avec Jeanne Cagney, E. G. Marshall, Carl Benton Reid
- 1948 : The Survivors de Peter Viertel, Irwin Shaw et Martin Gabel, mise en scène de Martin Gabel, avec Richard Basehart, Louis Calhern, Hume Cronyn, E. G. Marshall, Ray Walston
- 1948 : Macbeth de William Shakespeare, avec Martin Balsam, John Cromwell, Julie Harris, Lamont Johnson, Michael Redgrave, Elliott Reid, Flora Robson
- 1950 : Intermezzo (The Enchanted) de Jean Giraudoux, adaptation de Maurice Valencey, musique de scène de Francis Poulenc, mise en scène de George S. Kaufman, avec Charles Halton, Una O'Connor
- 1950 : The Liar, comédie musicale, musique de John Mundy, lyrics d'Edward Eager, livret d'Edward Eager et Alfred Drake, d'après la pièce éponyme (titre original : Il bugiardo) de Carlo Goldoni, avec Martin Balsam, Leonardo Cimino, Melville Cooper, Walter Matthau
- 1952 : The Grass Harp, adaptation par Truman Capote de son roman éponyme, musique de scène de Virgil Thomson, scénographie et costumes de Cecil Beaton, avec Sterling Holloway, Mildred Natwick, Ruth Nelson
- 1953-1954 : Sabrina Fair de Samuel A. Taylor, mise en scène d'H. C. Potter, avec Margaret Sullavan, Joseph Cotten, John Cromwell, Cathleen Nesbitt
- 1955-1956 : Vu du pont (A View from the Bridge) et Souvenir de deux lundis (A Memory of Two Mondays) d'Arthur Miller, mise en scène de Martin Ritt, avec Richard Davalos, Eileen Heckart, Van Heflin, J. Carrol Naish, Leo Penn, Jack Warden
- 1957 : The Greatest Man Alive de Tony Webster, mise en scène d'Elliott Nugent, avec Dennis King
- 1958-1959 : Sunrise at Campobello de Dore Schary, mise en scène de Vincent J. Donehue, avec Ralph Bellamy, James Earl Jones, Ann Shoemaker (adaptation au cinéma en 1960, réalisée par Vincent J. Donehue)
- 1960 : La Face (Face of a Hero), adaptation par Robert L. Joseph du roman éponyme de Pierre Boulle, mise en scène d'Alexander Mackendrick, avec Betsy Blair, Frank Conroy, Albert Dekker, Jack Lemmon
- 1962 : Romulus le Grand (Romulus - titre original : Romulus der Grosse) de Friedrich Dürrenmatt, adaptation de Gore Vidal, décors d'Oliver Smith, avec Howard Da Silva, Cathleen Nesbitt
- 1962-1963 : Calculated Risk de Joseph Hayes, George Ross et Campbell Singer, mise en scène de Robert Montgomery, avec Joseph Cotten, Patricia Medina, Frank Conroy

## Filmographie

### Au cinéma (intégrale)
(films américains, sauf mention contraire)
- 1935 : Pie in the Sky de Ralph Steiner (court métrage)
- 1943 : Seeds of Freedom de Hans Burger et Sergueï Eisenstein (film américano-soviétique ; version sonore remaniée du film muet Le Cuirassé Potemkine, 1925, de Sergueï Eisenstein)
- 1948 : Close-Up (en) de Jack Donohue
- 1949 : Jenny, femme marquée (Shockproof) de Douglas Sirk
- 1949 : Les Aventuriers du désert (The Walking Hills) de John Sturges
- 1950 : The Sleeping City de George Sherman
- 1952 : Monte Carlo Baby de Jean Boyer et Lester Fuller (film français ; version anglaise de Nous irons à Monte-Carlo de Jean Boyer, même année de sortie)
- 1953 : La Belle du Pacifique (Miss Sadie Thompson) de Curtis Bernhardt
- 1953 : Niagara d'Henry Hathaway
- 1953 : Destination Gobi de Robert Wise
- 1955 : Le Rendez-vous de Hong Kong (Soldier of Fortune) d'Edward Dmytryk
- 1955 : La Charge des tuniques bleues (The Last Frontier) d'Anthony Mann
- 1955 : Un homme est passé (Bad Day at Black Rock) de John Sturges
- 1955 : Canyon Crossroads (en) d'Alfred L. Werker
- 1957 : L'Arbre de vie (Raintree County) d'Edward Dmytryk
- 1957 : Torpilles sous l'Atlantique (The Enemy Below) de Dick Powell
- 1958 : La Meneuse de jeu (The Matchmaker) de Joseph Anthony
- 1958 : Le Petit Arpent du bon Dieu (God's Little Acre) d'Anthony Mann
- 1959 : The Rabbit Trap de Philip Leacock
- 1964 : Point limite (Fail-Safe) de Sidney Lumet
- 1965 : Calloway le trappeur (Those Calloways) de Norman Tokar
- 1965 : When the Boys Meet the Girls (en) d'Alvin Ganzer

### À la télévision

#### Séries (sélection)
- 1956-1961 : Alfred Hitchcock présente (Alfred Hitchcock presents) 
  - Saison 2, épisode 14 John Brown's Body (1956) de Robert Stevens, épisode 21 Number Twenty-Two (1957) de Robert Stevens, épisode 31 The Night the World Ended (1957) de Jus Addiss et épisode 37 The Indestructible Mr. Weems (1957) de Jus Addiss
  - Saison 3, épisode 13 La Nuit de l'exécution (Night of the Execution, 1957) de Jus Addiss
  - Saison 4, épisode 12 Un simple incident (Mrs. Herman and Mrs. Fenimore, 1958) d'Arthur Hiller et épisode 23 I'll take care of You (1959) de Robert Stevens
  - Saison 6, épisode 27 Deathmate (1961)
  - Saison 7, épisode 11 The Right Kind of Medicine (1961)
- 1958 : Mike Hammer (Mickey Spillane's Mike Hammer), première série
  - Saison 1, épisode 6 Dead Men don't dream
- 1958 : Monsieur et Madame détective (The Thin Man)
  - Saison 1, épisode 25 Double Jeopardy
- 1958 : L'Homme à la carabine (The Rifleman)
  - Saison 1, épisode 6 Eight Hours to die d'Arnold Laven et épisode 11 The Apprentice Sheriff d'Arthur Hiller
- 1961 : Échec et Mat (Checkmate)
  - Saison 1, épisode 17 Don't believe a Word she says de Sidney Lanfield
- 1961 : Peter Gunn
  - Saison 3, épisode 28 The Murder Bond de Robert Altman
- 1961 : Bonanza
  - Saison 2, épisode 31 Le Secret (The Secret) de Robert Altman
- 1961-1962 : La Grande Caravane (Wagon Train)
  - Saison 4, épisode 26 The Tiburcio Mendez Story (1961) de David Lowell Rich
  - Saison 5, épisode 33 The Nancy Davis Story (1962)
- 1961-1962 : Les Incorruptibles (The Untouchables)
  - Saison 2, épisode 24 Terreur sur le ring (Ring of Terror, 1961) de Walter Grauman
  - Saison 4, épisode 1 On a tué le Père Noël (The Night they shot Santa Claus, 1962)
- 1962 : La Quatrième Dimension (The Twilight Zone)
  - Saison 3, épisode 21 Jeux d'enfants (Kick the Can) de Lamont Johnson
- 1962 : Dobie Gillis (The Many Loves of Dobie Gillis)
  - Saison 3, épisode 24 Names my Mother called Me de Rod Amateau
- 1963 : Les Accusés (The Defenders)
  - Saison 2, épisode 26 The Heathen de Stuart Rosenberg
- 1963 : Perry Mason, première série
  - Saison 7, épisode 3 The Case of the Drowsy Mosquito de Jesse Hibbs
- 1963 : Suspicion (The Alfred Hitchcock Hour)
  - Saison 2, épisode 7 Starring the Defense de Joseph Pevney
- 1963-1964 : Adèle (Hazel) 
  - Saison 3, épisode 1 Potluck a la Mode (1963) de William D. Russell et épisode 24 The Countess (1964) de William D. Russell
- 1964 : Au-delà du réel (The Outer Limits), première série
  - Saison 1, épisode 17 Cadeau de noces (Don't open till Doomsday) de Gerd Oswald
- 1964 : Le Fugitif (The Fugitive)
  - Saison 1, épisode 17 Venez me voir mourir (Come watch Me die) de László Benedek
  - Saison 2, épisode 3 Man on a String de Sydney Pollack
- 1965 : Le Jeune Docteur Kildare (Dr. Kildare)
  - Saison 5, épisode 31 Duet for One Hand d'Alf Kjellin

#### Téléfilms (intégrale)
- 1959 : The Ransom of Red Chief d'Alvin Rakoff
- 1961 : The Joke and the Valley de George Schaefer